# Cadena de Cunningham
En matemáticas, una cadena de Cunningham es una sucesión de números primos (p1,...,pn) en la cual se cumple:
1. que cada término es igual al doble del anterior más uno (pi+1 = 2 pi + 1 para todo i con 1 ≤ i < n), en cuyo caso se denomina cadena de Cunningham de primera especie;
2. o bien que cada término es igual al doble del anterior menos uno (pi+1 = 2 pi - 1 para todo i con 1 ≤ i < n), en cuyo caso se denomina cadena de Cunningham de segunda especie.

Se denominan así en honor al matemático A. J. C. Cunningham.
En una cadena de Cunningham de primera especie, todos los términos menos el último son primos de Sophie Germain, y todos menos el primero son números primos seguros.
Una cadena de Cunningham se dice completa si no se puede extender más allá, es decir, si el término siguiente y el anterior ya no son números primos.
A veces el concepto de cadena de Cunningham se extiende a las llamadas cadenas generalizadas de Cunningham, que se definen como sucesiones de números primos (p1,...,pn) tales que para todo i con 1 ≤ i < n, pi+1 = api + b para dos enteros coprimos dados a y b.

## Cadenas de Cunningham más largas
Una consecuencia de la conjetura de Dickson y la más general hipótesis H de Schinzel (ambas supuestas ciertas) es que para todo k existen infinitas cadenas de Cunningham de longitud k (es decir, con k términos). Sin embargo, no se conocen métodos directos para generar dichas cadenas.
A fecha de julio de 2008, la cadena de Cunningham más larga que se conoce es de segunda especie, de longitud 17 y su primer término es 1302312696655394336638441. La cadena de Cunningham más larga que se conoce de primera especie tiene longitud 13 y su primer término es 1753286498051×71# − 1, donde 71# es el primorial de 71: 2×3×5×7×...×71.

## Propiedades derivadas de las congruencias

### Cadenas de Cunningham de primera especie
Sea {\displaystyle p_{1}} un número primo distinto de 2 que es el primer término de una cadena de Cunningham de primera especie. El primer término es impar, es decir, {\displaystyle p_{1}\equiv 1{\pmod {2}}}. Como cada uno de los siguientes términos de la sucesión cumple {\displaystyle p_{i+1}=2p_{i}+1}, se tiene que {\displaystyle p_{i}\equiv 2^{i}-1{\pmod {2^{i}}}}. Así, {\displaystyle p_{2}\equiv 3{\pmod {4}}}, {\displaystyle p_{3}\equiv 7{\pmod {8}}}, etc.
Esta propiedad se puede comprobar de manera informal si se consideran los términos de una cadena en base 2. (Nótese que, como ocurre con cualquier base, si se multiplica un número por la base del sistema de numeración empleado para su representación, las cifras se desplazan un lugar a la izquierda.) Si se considera {\displaystyle p_{i+1}=2p_{i}+1} en base 2, se puede ver que, al multiplicar {\displaystyle p_{i}} por 2, la cifra menos significativa de {\displaystyle p_{i}} pasa a ser la segunda cifra menos significativa de {\displaystyle p_{i+1}}. Como {\displaystyle p_{i}} es impar, es decir, la cifra menos significativa es 1 en base 2, se sigue que la segunda cifra menos significativa de {\displaystyle p_{i+1}} también es 1. Además, {\displaystyle p_{i+1}} también es impar porque se le añade 1 a {\displaystyle 2p_{i}}. De esta manera, los sucesivos términos de una cadena de Cunningham de primera especie son el resultado de desplazar el anterior un lugar a la izquierda en binario y poner un uno como última cifra. He aquí, a modo de ejemplo, una cadena completa de longitud 6 que empieza con el número 141361469:
| Binario                           | Decimal    |
| 1000011011010000000100111101      | 141361469  |
| 10000110110100000001001111011     | 282722939  |
| 100001101101000000010011110111    | 565445879  |
| 1000011011010000000100111101111   | 1130891759 |
| 10000110110100000001001111011111  | 2261783519 |
| 100001101101000000010011110111111 | 4523567039 |

En base decimal, se tiene que los términos de una cadena completa de Cunningham de primera especie de longitud mayor o igual que 4 acaban todos en 9 (en lenguaje matemático, {\displaystyle p_{i}\equiv 9{\pmod {10}}} para cada i) exceptuando el caso {\displaystyle p_{i}=2}. Esto se puede considerar fácilmente comprobando los términos siguientes de uno dado acabado en 1, 3, 7 o 9, y considerando que un número entero acabado en 5, exceptuando el propio 5, debe ser compuesto:
- {\displaystyle p_{0}\equiv 5{\pmod {10}}} -> {\displaystyle p_{1}\equiv 1{\pmod {10}}} -> {\displaystyle p_{2}\equiv 3{\pmod {10}}} {\displaystyle p_{3}\equiv 7{\pmod {10}}} {\displaystyle p_{4}\equiv 5{\pmod {10}}}. {\displaystyle p_{0}} y {\displaystyle p_{4}} acaban en 5, por tanto, en general no pueden ser primos, y la consecuencia es que:
  - una cadena con {\displaystyle p_{1}\equiv 1{\pmod {10}}} tiene longitud a lo sumo 3
  - una cadena con {\displaystyle p_{1}\equiv 3{\pmod {10}}} tiene longitud 2
  - no existen cadenas de Cunningham cuyo primer término sea de la forma {\displaystyle p_{1}\equiv 7{\pmod {10}}}
- {\displaystyle p_{1}\equiv 9{\pmod {10}}} -> {\displaystyle p_{2}\equiv 9{\pmod {10}}}, por tanto, todos los siguientes términos acabarán en 9.

### Cadenas de Cunningham de segunda especie
Las propiedades de estas cadenas son análogas a las de la primera especie. Sabiendo que {\displaystyle p_{1}\equiv 1{\pmod {2}}}, así como la relación {\displaystyle p_{i+1}=2p_{i}-1}, se sigue que {\displaystyle p_{i}\equiv 1{\pmod {2^{i}}}}. En notación binaria, los términos de una cadena de Cunningham de la segunda especie acabarán en "0...01", y cada término tendrá un cero más que el anterior antes del uno. Y en notación binaria se puede demostrar análogamente que los términos de las cadenas de longitud 4 o más acaban todos en 1.

### Solo el 2 y el 3 pertenecen a cadenas de Cunningham de primera y segunda especie
Las propiedades descritas anteriormente se pueden generalizar para otras bases de numeración. En particular, se puede demostrar que un mismo número no puede formar parte a la vez de una cadena de Cunningham de la primera especie de una de la segunda especie, con la excepción del 2 y el 3, si se considera la representación de los números en base 6. En esta base, los números primos solo pueden acabar en 1 o 5, ya que, en los demás casos se obtiene un múltiplo de 2 o 3. Es fácil ver que los términos de una cadena de Cunningham de primera especie acaban en 5 con la única salvedad del 2 y el 3, y los términos de una cadena de segunda especie acaban en 1 con las mismas salvedades.
Estas son las excepciones:
- El 2 es el primer elemento de una cadena de primera especie de 5 elementos (2, 5, 11, 23 y 47) y el primero de una cadena de segunda especie de 3 elementos (2, 3, 5).
- El 3 es el primer elemento de una cadena de primera especie de 2 elementos (3 y 7) y el segundo de una cadena de segunda especie de 3 elementos (2, 3, 5).